# Chios (eiland)
Chios (Grieks: Χίος) is een Grieks eiland en periferie-district (perifereiaki enotita) in de oostelijke Egeïsche Zee en onderdeel van de regio Noord-Egeïsche Eilanden. De hoofdstad is de stad Chios met 53.408 inwoners (2001).
Het eiland ligt acht kilometer van de Turkse kust en zo'n vijf kilometer van de tot Turkije behorende Paspargos-eilanden. Het eiland zelf heeft een omtrek van 213 km en werd door Homerus "klippenrijk" genoemd.
Chios beroemt zich erop (overigens zonder dat daar enig bewijs voor bestaat) de geboorteplaats van de dichter Homerus te zijn. Sinds de Oudheid heeft het de reputatie welvarend te zijn. Het samenhorigheidsgevoel van de Chioten is in Griekenland spreekwoordelijk: "Οι Χιώτες πάνε δυο-δυο" (= "De Chioten komen altijd met z'n tweeën").

## Geschiedenis

### Prehistorie
Archeologische sporen wijzen erop dat Chios reeds in het neolithicum (4e millennium v.Chr.) bewoond was. Ook jongere dorpen uit het 3e en 2e millennium werden gevonden, en bewijzen dat Chios tot dezelfde cultuurkring behoorde als de naburige eilanden Lesbos en Lemnos, en de streek rondom Troje. In de 9e eeuw v.Chr. kwamen Ionische Grieken van het Griekse vasteland zich hier en aan de kusten van Klein-Azië vestigen. Rond 800 v.Chr. zou Homerus hier geboren zijn.

### Oudheid

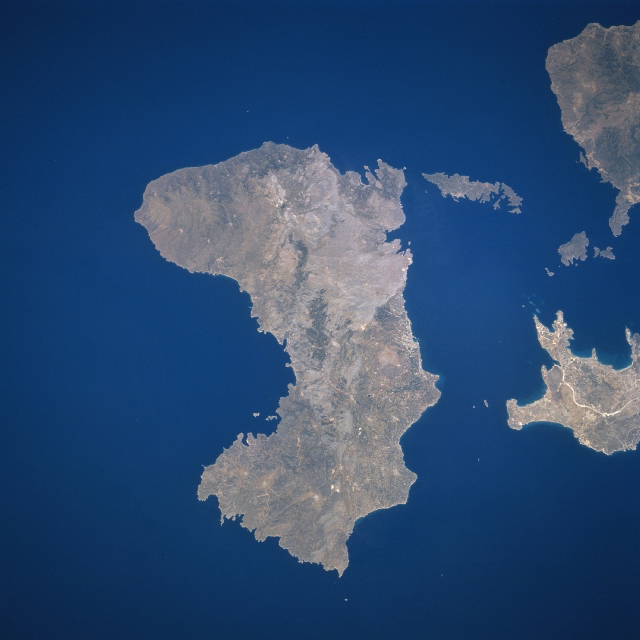
Satellietfoto van Chios en omgeving

In de 7e en de 6e v. Chr. eeuw beleefde Chios een grote bloeitijd: politieke stabiliteit ging gepaard met een grote economische bloei en een vrolijk, welvarend leven. Het eiland was lid van de Ionische Twaalfstedenbond. De levensvreugde van de Chioten was spreekwoordelijk.
Na 546 v.Chr. werd Chios door Perzië ingepalmd. De Perzen bezetten het eiland in 494 v.Chr. bij het begin van de Perzische Oorlogen. Na de zeeslag bij Mycale in 479 v.Chr. werd het door de Atheense vloot bevrijd en sindsdien bleef Chios het trouwste lid van de Delisch-Attische Zeebond. Slechts tijdens de kortstondige Spartaanse bezetting van 412 v.Chr. in de Peloponnesische Oorlog was het afvallig en viel ten prooi aan innerlijke partijtwisten. In de hellenistische tijd speelde Chios geen rol. In 201 v. C. leed Philippos V van Macedonië hier nog een nederlaag tegen Rhodos en Pergamom in de Slag bij Chios. Chios bleef een min of meer onafhankelijke staat tot de Romeinen zich er in 190 v.Chr. meester van maakten.

### Middeleeuwen
In de Byzantijnse Periode, meer bepaald in de 11e en 12e eeuw, beleefde Chios een nieuwe bloeiperiode. In de 13e eeuw waren de Venetianen er meester, maar het was onder de Genuezen, die een winstgevende handel in mastiek opzetten (van 1346 tot 1566), dat Chios een van de rijkste eilanden van het Middellandse Zeegebied werd. De Genuezen stimuleerden ook de landbouw en de zijdehandel, en versterkten de dorpen tegen overvallen van zeerovers.

### Turkse tijd

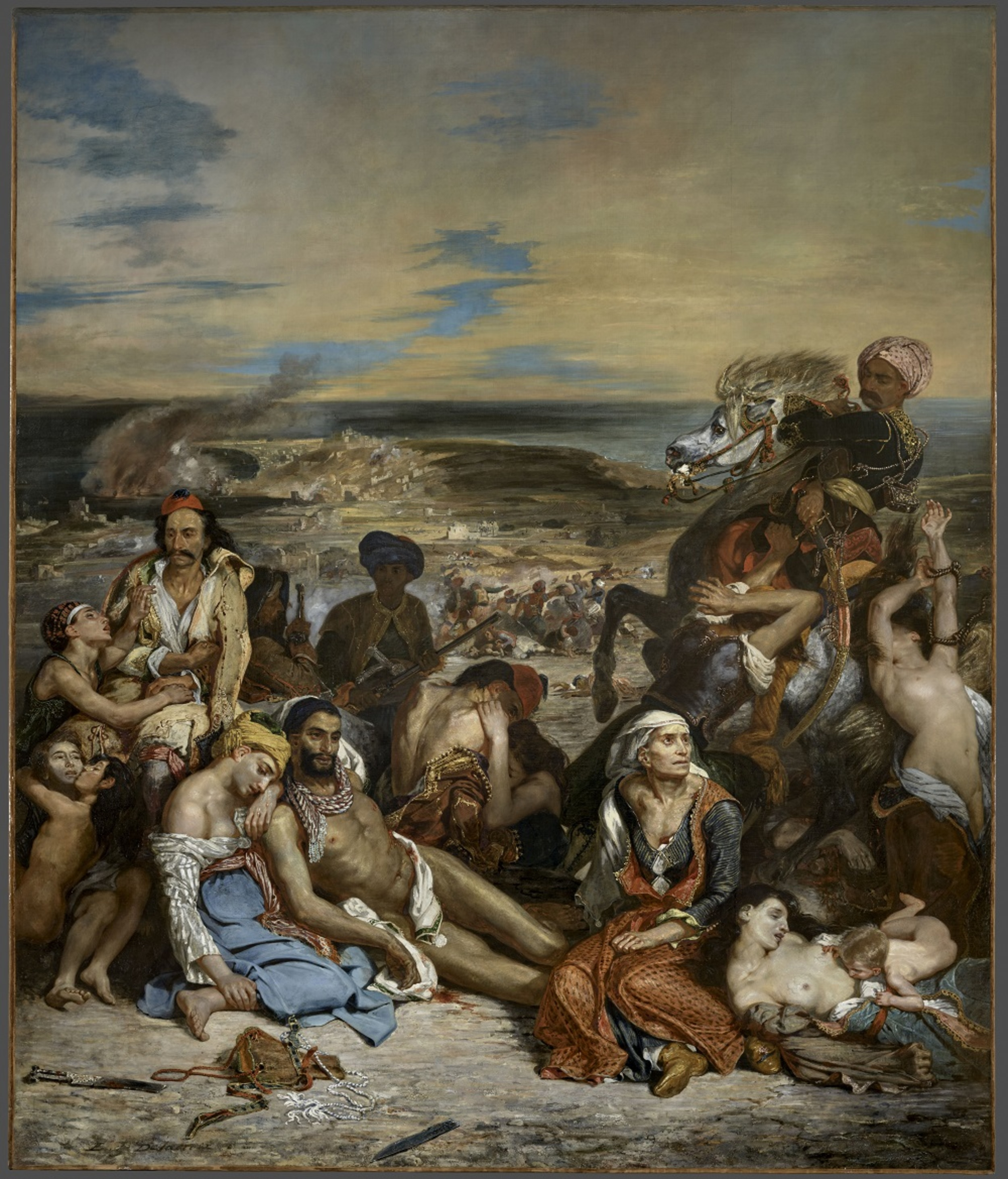
Het bloedbad van Chios door Eugène Delacroix

In 1566 werd het eiland door de Turken veroverd, maar Chios genoot een aantal privileges, waardoor het bleef floreren, door de handel in zijde en andere kostbare stoffen, naast de belangrijkste exportproducten: citrusvruchten, mastiek en wijn. De rijke handelaren, die geleidelijk een gegoede burgerij vormden, richtten op Chios een Megáli Scholí (Grote School) op, bouwden er herenhuizen en kerken en stuurden hun zonen naar de Europese universiteiten.
In 1822 vielen de inwoners ten prooi aan een van de bloedigste slachtingen uit de Griekse Onafhankelijkheidsoorlog, die het jaar daarvóór uitgebroken was. De Chioten hadden het Turkse garnizoen op hun eiland omsingeld en meenden de overwinning reeds behaald te hebben toen de Sultan op bijzonder gewelddadige wijze het eiland met zijn vloot belegerde en heroverde op de opstandelingen. De hoofdstad en 40 dorpen werden geplunderd, 30.000 inwoners afgeslacht en bijna het dubbele aantal gevangengenomen en tot slaaf gemaakt. Deze tragedie opende de ogen van Europa voor de wreedheden van het Ottomaanse Rijk: Victor Hugo's elegie L'Enfant de Chios en Eugène Delacroix' schilderij Het bloedbad van Chios gaven de Filhellenen weer moed. De overgebleven inwoners mochten hun gewone activiteiten weer oppakken. Chios had zich nog maar deels hersteld van zijn wonden, toen een aardbeving in 1881 enorme schade aanrichtte. Het eiland bleef onder Ottomaans bewind tot 1912, toen het zich definitief aansloot bij het Griekse Koninkrijk.

## Bezienswaardig

### Het klooster "Nea Moni"
Dit vermaarde Nieuwe Klooster werd gesticht in 1042 door de Byzantijnse keizer Constantijn IX Monómachos, op de plaats waar drie kluizenaars een icoon van Maria hadden gevonden. De architectuur en de aangewende mozaïek- en schildertechnieken zijn typisch voor de zogenaamde "Renaissance" van de 11e eeuw, de officiële keizerlijke hofkunst onder de Macedonische dynastie. Voor meer informatie: zie Nea Moni.

### De "mastiekdorpen"
De twintig mastichochória (mastiekdorpen), in het zuiden van Chios, danken hun naam aan de winstgevende harswinning die hier sinds de Middeleeuwen wordt beoefend. In de 14e en 15e eeuw stichtten de Genuezen deze dorpen ver landinwaarts om ze enigszins tegen invallende piraten te beschermen. Ze zijn alle op identieke wijze versterkt, onder meer met hoektorens.
De altijdgroene, 1 tot 3 m hoge mastiekstruiken (Pistaccia lentiscus) op Chios scheiden een aromatische hars af die vóór de komst van de producten op basis van aardolie, de grondstof vormde van verf, cosmetica en medicijnen (tegen chronische hoest en maagpijn). Nu wordt mastiekhars gebruikt voor de productie van kauwgom, likeur en tandpasta. Iedere zomer wordt er zo'n 300 ton hars gewonnen uit inkepingen in de bast, waar de hars doorheen sijpelt. Als de hars daarna in de buitenlucht stolt, wordt hij van de bast gestroopt en verder gedroogd.
De dorpen zijn als enige gespaard gebleven voor het bloedbad van 1822. Dit bevestigt het vermoeden dat het bloedbad van Chios mogelijk plaatsvond op aandringen van de haremdames van de Sultan, die zodanig verslaafd waren aan het kauwen van mastiekhars, dat de opstand van Chios in Constantinopel in het verkeerde keelgat schoot: de harsproductie moest koste wat het kost gevrijwaard blijven.
 Pyrgí is beroemd om zijn felgekleurde huizen, waarvan een groot deel is versierd met geometrische motieven (xystrá), enig in Griekenland.
 Mestá is een van de best bewaard gebleven mastiekdorpen. Het heeft nog zijn originele hoektorens. De indrukwekkende Taxiárchis-kerk uit de 19e eeuw is de grootse kerk van het eiland Chios.

## Periferie-district

### Eilanden
Het periferie-district Chios bestaat vrijwel alleen uit het gelijknamige eiland. Er zijn echter toch nog enkele kleine naburige eilanden die bestuurlijk ook onder het periferiedistrict vallen:
- Psara
- Antipsara
- Oinousses
- Passas

## Plaatsen[2]
| Plaats         | Hoofdplaats (vroeger) | Postcode | Gemeente  | Hoofdplaats van de gemeente |
| -------------- | --------------------- | -------- | --------- | --------------------------- |
| Agios Minas    | Thymiana Chiou        | 821 00   | Chios     | Chios                       |
| Amani          | Volissos              | 821 03   | Chios     | Chios                       |
| Chios          |                       | 821 00   | Chios     | Chios                       |
| Ionia          | Kallimasia            | 821 00   | Chios     | Chios                       |
| Kampochora     |                       | 821 00   | Chios     | Chios                       |
| Kardamyla      |                       | 823 00   | Chios     | Chios                       |
| Mastichochoria | Pyrgi                 | 821 02   | Chios     | Chios                       |
| Omiroupoli     | Vrontados             | 822 00   | Chios     | Chios                       |
| Oinousses      |                       | 821 03   | Oinousses | Oinousses                   |
| Psara          |                       | 821 04   | Psara     | Psara                       |

## Geboren
- Mikis Theodorakis (1925-2021), componist en politicus